# جورج تومسون (إبطالي)
كان جورج دونيسثورب تومسون (18 يونيو 1804 - 7 أكتوبر 1878) خطيبًا وناشطًا بريطانيًا مناهضًا للعبودية، تجول ملقيًا محاضرات وعمل من أجل وضع تشريعات أثناء شغله منصب عضو في البرلمان. يمكن القول أنه كان أحد أهم الدعاة لإلغاء العبودية والمحاضرين في حقوق الإنسان في المملكة المتحدة والولايات المتحدة.

## حياة سابقة
تلقى تومسون القليل من التعليم الرسمي وكان متعلمًا ذاتيًا إلى حد كبير. في مرحلة البلوغ المبكرة، بدأ حياة من النشاط المهني، بدءًا من دوره في تأسيس مجتمع التحسين المتبادل في سن الثامنة عشرة، بالإضافة إلى عضويته في مجتمعات المناظرة. يشير هذا إلى اهتمام مبكر بتحسين الذات وقضايا اليوم. عمل والده على متن سفينة تجارة رقيق، وغرست قصصه عن أهوال تجارة الرقيق القضية في ذهن تومسون منذ سن مبكرة. يتذكر القصص التي قالها والده في بعض كتاباته اللاحقة، ويسرد ملاحظات والده عن المعاملة اللاإنسانية للرقيق.

## النشاط في بريطانيا
في البداية، لم يكن تومسون يعرف سوى القليل عن العبودية، على الرغم من أنه اكتسب سمعة بأنه خطيب قادر. استعانت به الجمعية في محاولة لإلغاء العبودية على الفور لأسباب أخلاقية ودينية، وهو مفهوم يسمى «الفورانية». تولى بسرعة نشر عقيدة الجمعية: «إن دعم العبودية جريمة أمام الله، وبالتالي، يجب إلغاء الأمر على الفور». في عام 1832، سافر إلى اسكتلندا، حيث اكتسب اهتمامًا بإلغاء الرق في الولايات المتحدة وأجزاء أخرى من العالم. أثناء وجوده في اسكتلندا، التقى أيضًا بوليم لويد غاريسون، الذي كان من شأنه أن يظل صديقًا وزميلًا له مدى الحياة، بالإضافة إلى ناثانيل بول، وهو إلغائي أمريكي من أصل إفريقي. في غلاسكو عام 1833، تناظر مع بيتر بورثويك، الذي عينته جمعية غرب الهند للدفاع عن العبودية.
دُعي تومسون من قبل غاريسون لزيارة نيو إنجلاند، ولم يُقبل هذا الاقتراح من قبل أنصاره في غلاسكو فحسب، ولكن تشكلت أيضًا جمعية تحرير إدنبره بحيث يمكنها أيضًا دعم رحلة تومسون منذ عام 1836 حتى عام 1847، كان نشطًا في كل نقاش رئيسي مناهض للعبودية في بريطانيا، بما في ذلك المؤتمر العالمي لمناهضة الرق لعام 1840 في لندن. في عام 1847، انتُخِب لمجلس العموم كعضو في البرلمان (إم بي) لتاور هامليتس.
كان تومسون أيضًا من دعاة الإصلاح الهندي الشرقي، والتجارة الحرة، والميثاقية، وعدم المقاومة، وحركة السلام. على الرغم من ذلك، كان الأكثر بروزًا في عمله للقضاء على الرق في الداخل والخارج، وغالبًا ما احتج على التشريعات التي تقدم قيودًا محدودة أو تدريجية على الرق. فضل التحرر السريع والحاسم لجميع العبيد، وكان في النهاية غير راضٍ عن قانون التحرر البريطاني لعام 1833، لأنه أجبر العبيد على العمل كمتهمين لمدة ست سنوات بعد «تحريرهم». لذلك استخدم منصبه في البرلمان للدفع باتجاه تشريعات إضافية.

## وصلات خارجية
- مؤلفات جورج تومسون في مشروع غوتنبرغ